# Fregaty projektu 42
Fregaty projektu 42 – seria ośmiu radzieckich okrętów eskortowych, budowanych w latach 1949–1953, w kodzie NATO określanych jako fregaty typu Kola.

## Projektowanie i budowa
Prace nad nowoczesnymi okrętami eskortowymi trwały w Związku Radzieckim już w czasie II wojny światowej. W lutym 1947 roku powstały nowe wymagania na dozorowce (w nomenklaturze radzieckiej Сторожевой корабл), uwzględniające doświadczenia wojenne i testy na podobnych jednostkach, pozyskanych jako zdobycz wojenna, jak np. T-33 niemieckiego typu 1939. Prace projektowe prowadzono w Centralnym Biurze Konstrukcyjnym nr 32 (ros.: ЦКБ-32) w Leningradzie. Ukończono je, po wprowadzeniu wymaganych przez sztab Marynarki Wojennej poprawek, w sierpniu 1948 roku.
Budowę wszystkich ośmiu okrętów projektu 42 prowadziła stocznia nr 620 (obecnie Jantar) w Królewcu. Stępkę pod pierwszą jednostkę, „Sokoł”, położono 17 sierpnia 1949 roku. Budowę wszystkich dozorowców ukończono w latach 1951–1953.

## Opis konstrukcji
Fregaty projektu 42 były gładkopokładowymi, stalowymi, spawanymi okrętami o sylwetce nawiązującej do klasycznych rozwiązań niszczycieli eskortowych końca II wojny światowej. Wnętrze kadłuba zostało podzielone na 11 przedziałów wodoszczelnych.
Urządzenia napędowe dozorowców umieszczono naprzemianlegle: w pierwszym (licząc od dziobu) przedziale napędowym była kotłownia, następnie przedział maszynowni z turbiną parową, kolejne kotłownia i maszynownia. Układ taki zapewniał większą przeżywalność na polu walki. W pomieszczeniach maszynowni znajdowały się także generatory okrętowe.
Główne uzbrojenie artyleryjskie fregat stanowiły cztery armaty uniwersalne B-34USM kal. 100 mm, umieszczone w pojedynczych wieżach artyleryjskich, po dwóch na dziobie i rufie okrętu. Artylerię przeciwlotniczą uzupełniały dwie podwójne armaty przeciwlotnicze W-11M kal. 37 mm. Okręty posiadały potrójną wyrzutnię torped kal. 533 mm, zainstalowaną na śródokręciu. Do zwalczania okrętów podwodnych na fregatach zamontowano dwie rufowe zrzutnie bomb głębinowych i cztery miotacze bomb głębinowych typu BMB-1, oraz dwa dziobowe miotacze rakietowych bomb głębinowych typu RBM (zastąpione w latach 50. XX w. przez nowocześniejsze pociski typu RGB-12). Dodatkowo, na dwóch torach minowych na pokładzie okręty mogły przenosić do 38 min morskich.
Wyposażenie elektroniczne okrętów składało się z radaru obserwacji powierzchni morza Rif, radaru obserwacji przestrzeni powietrznej Gjuis-1M4, radaru artyleryjskiego Wympieł-2 i stacji hydrolokacyjnej Tamir-5N.
Co najmniej dwa okręty projektu 42 („Kondor” i „Grif”) przeszły w trakcie służby modernizacje uzbrojenia i wyposażenia. Polegała ona na montażu nowoczesnych miotaczy RBU-2500 dla rakietowych bomb głębinowych RGB-25 wraz z przelicznikiem artyleryjskim Szar-2, nowych radarów Zaria, Wisła (nawigacyjny) i Jakor-2M (artyleryjski) oraz wieży kierowania ogniem SWP-42.

## Okręty
- „Sokoł” (ros. „Сокол”) – położenie stępki 17 sierpnia 1949, wodowanie 11 września 1950, w służbie od 30 stycznia 1951[2]. Początkowo włączony w skład Floty Bałtyckiej, od 1955 roku, po przepłynięciu zespołem kanałów na Morze Białe, w składzie Floty Północnej. W latach 1961–1967 odstawiony do rezerwy. Wycofany z linii 18 sierpnia 1971 roku, do 1986 roku wykorzystywany jako jednostka pomocnicza pod nazwą UTS-256. Złomowany w 1988 roku.
- „Bierkut” (ros. „Беркут”) – w służbie od 10 maja 1952 we Flocie Bałtyckiej, od 1955 roku we Flocie Północnej. Skreślony z listy jednostek bojowych 2 sierpnia 1965 roku, złomowany w latach 1966–1967.
- „Kondor” (ros. „Кондор”) – w służbie od 10 maja 1952 roku. Wycofany ze służby 20 stycznia 1970 roku i sprzedany na złom.
- „Grif” (ros. „Гриф”) – w służbie od 25 października 1952. Przekazany jeszcze w trakcie budowy Ministerstwu Spraw Wewnętrznych ZSRR pełnił służbę jako dozorowiec ochrony pogranicza, początkowo na Morzy Bałtyckim, następnie na Morzu Białym. Przeniesiony do rezerwy w 1961 roku. Przywrócony do linii w 1964 roku, został przeniesiony na Morze Kaspijskie. W 1970 roku został przekazany Wyższej Szkole Marynarki Wojennej w Baku, pod nazwą zmienioną na „Sowieckij Azerbajdżan” (ros. „Советский Азербайджан”). Od 1977 roku służył jako pływające koszary. Złomowany w 1981 roku.
- „Kreczet” (ros. „Кречет”) – w służbie od 18 grudnia 1952.Przekazany do wojsk ochrony pogranicza Ministerstwa Spraw Wewnętrznych, pływał jako dozorowiec do 1953 roku. Następnie przekazany Flocie Północnej, służył w niej w latach 1953–1956. Przesunięty do rezerwy, powrócił do czynnej służby w 1964 roku. Od 1968 roku w składzie Flotylli Kaspijskiej, od 1970 roku pod nową nazwą: „Sowieckij Dagestan” (ros. „Советский Дагестан”), wycofany ze służby 28 czerwca 1977 roku i sprzedany na złom.
- „Orłan” (ros. „Орлан”) – w służbie we Flocie Bałtyckiej od 17 marca 1953, w 1955 roku przeniesiony do Floty Północnej. W rezerwie w latach 1960–1965, od 1966 roku przeniesiony do Flotylli Kaspijskiej, pod nazwą „Sowieckij Turkmenistan” (ros. „Советский Туркменистан”). Od roku 1970 do 22 listopada 1976 roku służył jako okręt szkolny.
- „Liew” (ros. „Лев”) – w służbie od 17 marca 1953. W latach 1953–1955 pływał we Flocie Bałtyckiej, następnie Flocie Północnej. Zakonserwowany w rezerwie od 1961 do 1964 roku. Od 1969 roku skierowany ponownie na Morze Bałtyckie, dwa lata później został na stałe przycumowany w porcie w Bałtijsku jako baza szkolno-treningowa UTS-257.
- „Tigr” (ros. „Тигр”) – ostatni z serii ośmiu jednostek, w służbie od 25 kwietnia 1953 roku. Podobnie jak poprzednicy włączony początkowo do Floty Bałtyckiej, później Floty Północnej. Skierowany do rezerwy w 1961 roku, przebywał w niej do 15 października 1970 roku. 18 września 1974 roku wycofany ze służby i sprzedany na złom.